# هنري فيليب فرعون
هنري فيليب فرعون (أو هنري فرعون) (1901 - 6 أغسطس 1993) كان جامعًا للفن اللبناني ورياضيًا وسياسيًا ورجل أعمال. لعب دوراً حاسماً في ضمان استقلال لبنان عن فرنسا وشغل منصب وزير الخارجية وغيره من مناصب مجلس الوزراء. يُذكر أيضًا أنه بطل للتعايش السلمي بين المسيحيين والمسلمين.

## السيرة الشخصية
ولد هنري -ابن فيليب فرعون وهو تاجر ثري لبناني ملكاني كاثوليكي- في الإسكندرية مصر لعائلة من أصل سوري، بعد أربع سنوات انتقلت عائلته إلى بيروت، حيث تلقى تعليمه في المدارس التبشيرية. التحق بكلية في سويسرا، وحصل على شهادة في القانون من جامعة ليون في فرنسا. تزوج من نولي كاسار -وريثة عائلة مالطة ثرية من يافا- في عام 1922 م، بينما كان بطلاً وطنياً للتنس في لبنان. كان لديهم ابن واحد يدعى ناجي هنري.
لأجيال عديدة، جاء القنصل الفخري إلى البلاط الإمبراطوري في فيينا والإمبراطورية النمساوية المجرية من عائلته. أسس جمعية الصداقة النمساوية اللبنانية.
ربما كان أغنى رجل في لبنان خلال معظم حياته، فقد ساعد في تأسيس لبنان المستقل وصمم العلم اللبناني، والذي يشبه بألوانه علم المقلمة بالأحمر-الأبيض الأحمر العلم النمساوي. عُرف بأنه الوسيط الذي شجع التعاون بين المسيحيين والمسلمين، عارض النوايا القومية العربية لرياض الصلح وساعد في تخفيف قوة جامعة الدول العربية. خدم في البرلمان اللبناني من عام 1943- 1946م، ثم كوزير للخارجية اللبنانية بشكل متقطع من عام 1945- 1947م. وبعد ذلك تقاعد من السياسة للتركيز على المصالح التجارية. خلال الحرب الأهلية اللبنانية التي دارت رحاها بين عامي 1975 و 1990، لم يتخذ فرعون أي جانب، وفضّل بدلاً من ذلك التوسط في السلام بين الفصائل المتحاربة.
وشملت اهتماماته التجارية بنك فرعون وشيحا، وقام بتأسيس كلاهما. خلال الخمسينيات والستينيات من القرن الماضي، كان يمتلك أكبر سباقات الخيول العربية في العالم.

## وفاته
قُتِل فرعون في غرفة نومه في فندق كارلتون في عام 1993، حيث تعرض للطعن 16 مرة؛ كما عُثِر على سائقه وحارسه الشخصي وقد تعرضا لأكثر من 20 طعنة حتى الموت في مكان الحادث. أصدرت الشرطة بيانًا يتضمن إمكانية السرقة كدافع لطعن الرجل البالغ من العمر 92 عامًا مرات متكررة.
قُبض على رجل كان يعمل في السابق لدى فرعون حارسًا شخصي لاتهامه بقتله.

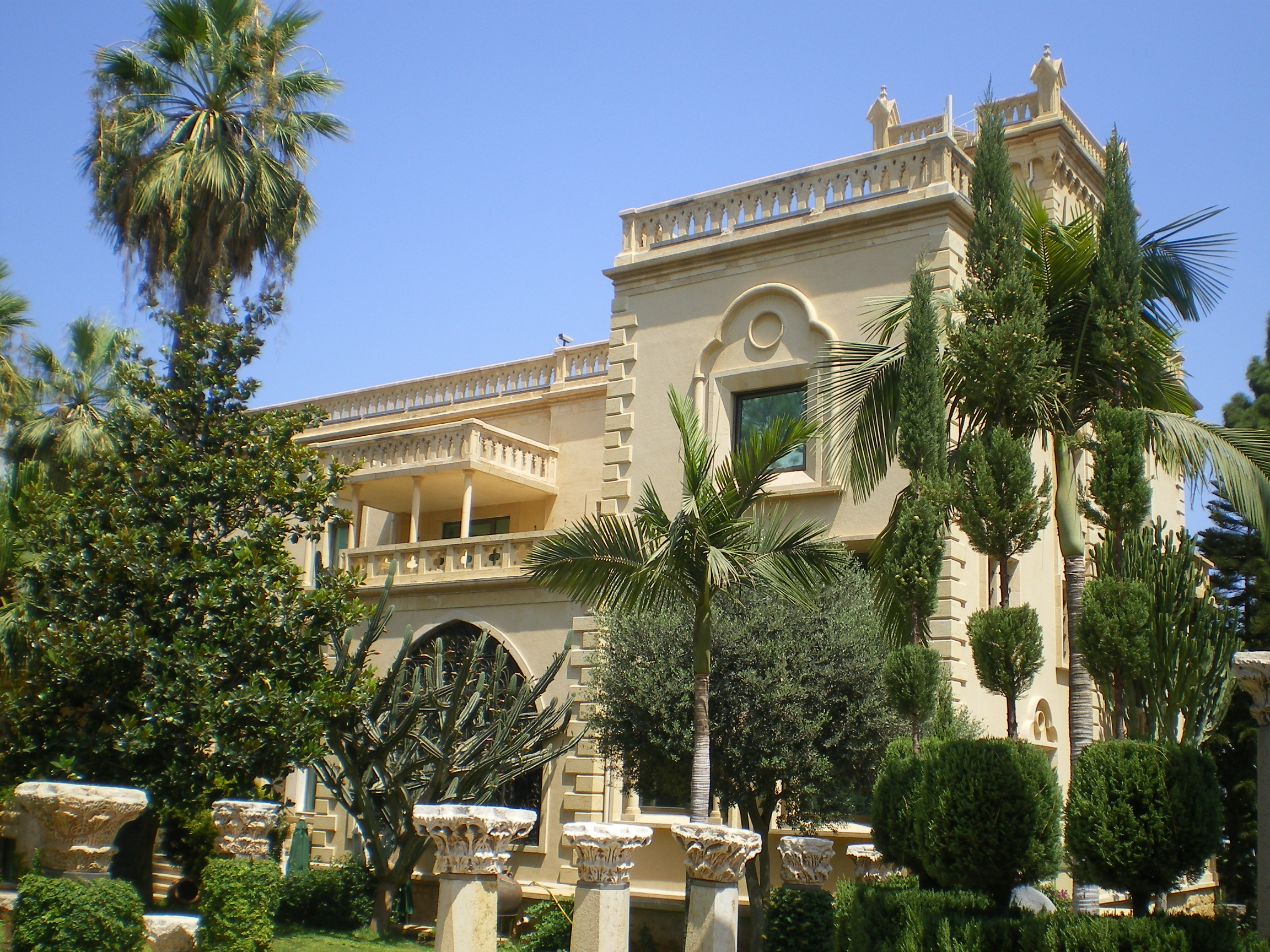
منزل هنري فرعون السابق في بيروت.

كان أحد قصورهم في بيروت أحد معالم تلك المدينة، وتم تدميره جزئيًا خلال الحرب الأهلية وبيعه لاحقًا للعائلة السعودية المالكة.
مقر إقامته السابق في بيروت هو متحف روبير معوض الخاص، الذي يضم مجموعة من الآثار العربية واليونانية والبيزنطية. خلال حياته، اكتسب فرعون سمعة دولية بصفته جامعًا للفن والآثار، جمع العديد منها في القصر الواقع في الخط الأخضر في بيروت. وفقًا لصحيفة نيويورك تايمز، فإن السكن عبارة عن «قصر يشبه قلعة قوطية بها مجموعة من التماثيل اليونانية والرومانية والتوابيت في الحديقة المسورة».